# Test F1 2019
Questa voce raccoglie un approfondimento sui test effettuati nell'ambito del campionato 2019 di Formula 1.

## Calendario
La FIA conferma le due sessioni di test pre-stagionali da quattro giorni l'una, da disputarsi entrambe sul circuito di Catalogna, la prima dal 18 al 21 febbraio, la seconda dal 26 febbraio al 1º marzo. I test interstagionali si effettuano sul circuito di Manama tra il 2 e 3 aprile, e sul circuito di Catalogna tra il 14 e 15 maggio, il martedì e il mercoledì successivi ai rispettivi gran premi.

### Barcellona (febbraio 2019)
- Barcellona, Circuito di Catalogna, 18-21 febbraio 2019.

### Barcellona (febbraio-marzo 2019)
- Barcellona, Circuito di Catalogna, 26 febbraio-1º marzo 2019.

### Sakhir (aprile 2019)
- Sakhir, Circuito di Manama, 2-3 aprile 2019.

### Barcellona (maggio 2019)
- Barcellona, Circuito di Catalogna, 14-15 maggio 2019.

## Primo test di Barcellona

### Formazione piloti[2]
| Team                | 18 febbraio      | 19 febbraio        | 20 febbraio       | 21 febbraio        |
| ------------------- | ---------------- | ------------------ | ----------------- | ------------------ |
| Mercedes            | Valtteri Bottas  | Lewis Hamilton     | Valtteri Bottas   | Lewis Hamilton     |
| Mercedes            | Lewis Hamilton   | Valtteri Bottas    | Lewis Hamilton    | Valtteri Bottas    |
| Ferrari             | Sebastian Vettel | Charles Leclerc    | Sebastian Vettel  | Charles Leclerc    |
| Red Bull Racing     | Max Verstappen   | Pierre Gasly       | Max Verstappen    | Pierre Gasly       |
| Renault             | Nico Hülkenberg  | Daniel Ricciardo   | Nico Hülkenberg   | Daniel Ricciardo   |
| Renault             | Daniel Ricciardo | Nico Hülkenberg    | Daniel Ricciardo  | Nico Hülkenberg    |
| Haas                | Romain Grosjean  | Kevin Magnussen    | Romain Grosjean   | Romain Grosjean    |
| Haas                | Romain Grosjean  | Pietro Fittipaldi  | Pietro Fittipaldi | Kevin Magnussen    |
| McLaren             | Carlos Sainz Jr. | Lando Norris       | Carlos Sainz Jr.  | Lando Norris       |
| Racing Point        | Sergio Pérez     | Lance Stroll       | Sergio Pérez      | Lance Stroll       |
| Alfa Romeo Racing   | Kimi Räikkönen   | Antonio Giovinazzi | Kimi Räikkönen    | Antonio Giovinazzi |
| Scuderia Toro Rosso | Daniil Kvjat     | Alexander Albon    | Daniil Kvjat      | Alexander Albon    |
| Williams            | assente          | assente            | George Russell    | Robert Kubica      |
| Williams            | assente          | assente            | George Russell    | George Russell     |

### Resoconto prima giornata
- Meteo: Sereno

#### Risultati[3]
| 1  | Sebastian Vettel | 5  | Ferrari                   | 1'18"161 |        | 169 | Medie C3   | Medie C3   | Medie C3   |
| 2  | Carlos Sainz Jr. | 55 | McLaren-Renault           | 1'18"558 | +0"397 | 119 | Morbide C4 | Morbide C4 | Morbide C4 |
| 3  | Romain Grosjean  | 8  | Haas-Ferrari              | 1'19"159 | +0"998 | 65  | Medie C3   | Medie C3   | Medie C3   |
| 4  | Max Verstappen   | 33 | Red Bull Racing-Honda     | 1'19"426 | +1"265 | 128 | Medie C3   | Medie C3   | Medie C3   |
| 5  | Kimi Räikkönen   | 7  | Alfa Romeo Racing-Ferrari | 1'19"462 | +1"301 | 114 | Medie C3   | Medie C3   | Medie C3   |
| 6  | Daniil Kvjat     | 26 | Scuderia Toro Rosso-Honda | 1'19"464 | +1"303 | 77  | Morbide C4 | Morbide C4 | Morbide C4 |
| 7  | Sergio Pérez     | 11 | Racing Point-BWT Mercedes | 1'19"944 | +1"783 | 30  | Medie C3   | Medie C3   | Medie C3   |
| 8  | Valtteri Bottas  | 77 | Mercedes                  | 1'20"127 | +1"966 | 69  | Dure C2    | Dure C2    | Dure C2    |
| 9  | Lewis Hamilton   | 44 | Mercedes                  | 1'20"135 | +1"974 | 81  | Dure C2    | Dure C2    | Dure C2    |
| 10 | Nico Hülkenberg  | 27 | Renault                   | 1'20"980 | +2"819 | 65  | Dure C2    | Dure C2    | Dure C2    |
| 11 | Daniel Ricciardo | 3  | Renault                   | 1'20"983 | +2"822 | 44  | Dure C2    | Dure C2    | Dure C2    |

### Resoconto seconda giornata
- Meteo: Sereno

#### Risultati[4]
| 1  | Charles Leclerc    | 16 | Ferrari                   | 1'18"247 |        | 157 | Medie C3   | Medie C3   | Medie C3   |
| 2  | Lando Norris       | 4  | McLaren-Renault           | 1'18"553 | +0"306 | 104 | Morbide C4 | Morbide C4 | Morbide C4 |
| 3  | Kevin Magnussen    | 20 | Haas-Ferrari              | 1'19"206 | +0"959 | 59  | Medie C3   | Medie C3   | Medie C3   |
| 4  | Alexander Albon    | 23 | Scuderia Toro Rosso-Honda | 1'19"301 | +1"054 | 132 | Morbide C4 | Morbide C4 | Morbide C4 |
| 5  | Antonio Giovinazzi | 99 | Alfa Romeo Racing-Ferrari | 1'19"312 | +1"065 | 101 | Morbide C4 | Morbide C4 | Morbide C4 |
| 6  | Valtteri Bottas    | 77 | Mercedes                  | 1'19"535 | +1"288 | 89  | Medie C3   | Medie C3   | Medie C3   |
| 7  | Pierre Gasly       | 10 | Red Bull Racing-Honda     | 1'19"814 | +1"567 | 92  | Medie C3   | Medie C3   | Medie C3   |
| 8  | Nico Hülkenberg    | 27 | Renault                   | 1'19"837 | +1"590 | 95  | Medie C3   | Medie C3   | Medie C3   |
| 9  | Daniel Ricciardo   | 3  | Renault                   | 1'19"886 | +1"639 | 28  | Medie C3   | Medie C3   | Medie C3   |
| 10 | Lewis Hamilton     | 44 | Mercedes                  | 1'19"928 | +1"681 | 74  | Medie C3   | Medie C3   | Medie C3   |
| 11 | Lance Stroll       | 18 | Racing Point-BWT Mercedes | 1'20"433 | +2"186 | 79  | Medie C3   | Medie C3   | Medie C3   |
| 12 | Pietro Fittipaldi  | 51 | Haas-Ferrari              | 1'21"849 | +3"602 | 13  | Medie C3   | Medie C3   | Medie C3   |

### Resoconto terza giornata
- Meteo: Sereno

#### Risultati[5]
| 1  | Daniil Kvjat      | 26 | Scuderia Toro Rosso-Honda | 1'17"704 |        | 137 | Morbide C5 | Morbide C5 | Morbide C5 |
| 2  | Kimi Räikkönen    | 7  | Alfa Romeo Racing-Ferrari | 1'17"762 | +0"058 | 138 | Morbide C5 | Morbide C5 | Morbide C5 |
| 3  | Daniel Ricciardo  | 3  | Renault                   | 1'18"164 | +0"460 | 80  | Morbide C4 | Morbide C4 | Morbide C4 |
| 4  | Sebastian Vettel  | 5  | Ferrari                   | 1'18"350 | +0"646 | 134 | Medie C3   | Medie C3   | Medie C3   |
| 5  | Max Verstappen    | 33 | Red Bull Racing-Honda     | 1'18"787 | +1"083 | 109 | Medie C3   | Medie C3   | Medie C3   |
| 6  | Nico Hülkenberg   | 27 | Renault                   | 1'18"800 | +1"096 | 63  | Morbide C4 | Morbide C4 | Morbide C4 |
| 7  | Romain Grosjean   | 8  | Haas-Ferrari              | 1'19"060 | +1"356 | 69  | Medie C3   | Medie C3   | Medie C3   |
| 8  | Pietro Fittipaldi | 51 | Haas-Ferrari              | 1'19"249 | +1"545 | 48  | Morbide C4 | Morbide C4 | Morbide C4 |
| 9  | Carlos Sainz Jr.  | 55 | McLaren-Renault           | 1'19"354 | +1"650 | 90  | Medie C3   | Medie C3   | Medie C3   |
| 10 | Sergio Pérez      | 11 | Racing Point-BWT Mercedes | 1'20"102 | +2"398 | 67  | Medie C3   | Medie C3   | Medie C3   |
| 11 | Valtteri Bottas   | 77 | Mercedes                  | 1'20"693 | +2"989 | 88  | Medie C3   | Medie C3   | Medie C3   |
| 12 | Lewis Hamilton    | 44 | Mercedes                  | 1'20"818 | +3"114 | 94  | Prototipo  | Prototipo  | Prototipo  |
| 13 | George Russell    | 63 | Williams-Mercedes         | 1'25"625 | +7"921 | 23  | Medie C3   | Medie C3   | Medie C3   |

### Resoconto quarta giornata
- Meteo: Sereno

#### Risultati[6]
| 1  | Nico Hülkenberg    | 27 | Renault                   | 1'17"393 |        | 24  | Morbide C5 | Morbide C5 | Morbide C5 |
| 2  | Alexander Albon    | 23 | Scuderia Toro Rosso-Honda | 1'17"637 | +0"244 | 136 | Morbide C5 | Morbide C5 | Morbide C5 |
| 3  | Daniel Ricciardo   | 3  | Renault                   | 1'17"785 | +0"392 | 34  | Morbide C5 | Morbide C5 | Morbide C5 |
| 4  | Valtteri Bottas    | 77 | Mercedes                  | 1'17"857 | +0"464 | 57  | Morbide C5 | Morbide C5 | Morbide C5 |
| 5  | Lewis Hamilton     | 44 | Mercedes                  | 1'17"977 | +0"584 | 58  | Morbide C4 | Morbide C4 | Morbide C4 |
| 6  | Charles Leclerc    | 16 | Ferrari                   | 1'18"046 | +0"653 | 138 | Medie C3   | Medie C3   | Medie C3   |
| 7  | Lando Norris       | 4  | McLaren-Renault           | 1'18"431 | +1"038 | 132 | Morbide C4 | Morbide C4 | Morbide C4 |
| 8  | Antonio Giovinazzi | 99 | Alfa Romeo Racing-Ferrari | 1'18"511 | +1"118 | 154 | Medie C3   | Medie C3   | Medie C3   |
| 9  | Romain Grosjean    | 8  | Haas-Ferrari              | 1'18"563 | +1"170 | 64  | Morbide C4 | Morbide C4 | Morbide C4 |
| 10 | Kevin Magnussen    | 20 | Haas-Ferrari              | 1'18"720 | +1"327 | 66  | Medie C3   | Medie C3   | Medie C3   |
| 11 | Pierre Gasly       | 10 | Red Bull Racing-Honda     | 1'18"780 | +1"387 | 146 | Medie C3   | Medie C3   | Medie C3   |
| 12 | Lance Stroll       | 18 | Racing Point-BWT Mercedes | 1'19"664 | +2"271 | 72  | Dure C2    | Dure C2    | Dure C2    |
| 13 | George Russell     | 63 | Williams-Mercedes         | 1'20"997 | +3"604 | 17  | Medie C3   | Medie C3   | Medie C3   |
| 14 | Robert Kubica      | 88 | Williams-Mercedes         | 1'21"542 | +4"149 | 48  | Dure C2    | Dure C2    | Dure C2    |

## Secondo test di Barcellona

### Formazione piloti[7]
| Team                | 26 febbraio        | 27 febbraio      | 28 febbraio        | 1º marzo         |
| ------------------- | ------------------ | ---------------- | ------------------ | ---------------- |
| Mercedes            | Lewis Hamilton     | Valtteri Bottas  | Lewis Hamilton     | Valtteri Bottas  |
| Mercedes            | Valtteri Bottas    | Lewis Hamilton   | Valtteri Bottas    | Lewis Hamilton   |
| Ferrari             | Charles Leclerc    | Sebastian Vettel | Charles Leclerc    | Sebastian Vettel |
| Ferrari             | Sebastian Vettel   | Sebastian Vettel | Charles Leclerc    | Sebastian Vettel |
| Red Bull Racing     | Pierre Gasly       | Max Verstappen   | Pierre Gasly       | Max Verstappen   |
| Renault             | Nico Hülkenberg    | Daniel Ricciardo | Nico Hülkenberg    | Daniel Ricciardo |
| Renault             | Daniel Ricciardo   | Nico Hülkenberg  | Daniel Ricciardo   | Nico Hülkenberg  |
| Haas                | Kevin Magnussen    | Romain Grosjean  | Kevin Magnussen    | Romain Grosjean  |
| Haas                | Kevin Magnussen    | Romain Grosjean  | Romain Grosjean    | Kevin Magnussen  |
| McLaren             | Lando Norris       | Carlos Sainz Jr. | Lando Norris       | Carlos Sainz Jr. |
| Racing Point        | Lance Stroll       | Sergio Pérez     | Lance Stroll       | Sergio Pérez     |
| Alfa Romeo Racing   | Antonio Giovinazzi | Kimi Räikkönen   | Antonio Giovinazzi | Kimi Räikkönen   |
| Scuderia Toro Rosso | Alexander Albon    | Daniil Kvjat     | Alexander Albon    | Daniil Kvjat     |
| Williams            | George Russell     | Robert Kubica    | George Russell     | Robert Kubica    |

### Resoconto prima giornata
- Meteo: Sereno

#### Risultati[8]
| 1  | Lando Norris       | 4  | McLaren-Renault           | 1'17"709 |        | 80  | Morbide C4 | Morbide C4 | Morbide C4 |
| 2  | Pierre Gasly       | 10 | Red Bull Racing-Honda     | 1'17"715 | +0"006 | 136 | Medie C3   | Medie C3   | Medie C3   |
| 3  | Lance Stroll       | 18 | Racing Point-BWT Mercedes | 1'17"824 | +0"115 | 82  | Morbide C5 | Morbide C5 | Morbide C5 |
| 4  | Sebastian Vettel   | 5  | Ferrari                   | 1'17"925 | +0"216 | 81  | Medie C3   | Medie C3   | Medie C3   |
| 5  | Antonio Giovinazzi | 99 | Alfa Romeo Racing-Ferrari | 1'18"589 | +0"880 | 99  | Morbide C4 | Morbide C4 | Morbide C4 |
| 6  | Alexander Albon    | 23 | Scuderia Toro Rosso-Honda | 1'18"649 | +0"940 | 103 | Morbide C4 | Morbide C4 | Morbide C4 |
| 7  | Charles Leclerc    | 16 | Ferrari                   | 1'18"651 | +0"942 | 29  | Medie C3   | Medie C3   | Medie C3   |
| 8  | Kevin Magnussen    | 20 | Haas-Ferrari              | 1'18"769 | +1"060 | 131 | Morbide C4 | Morbide C4 | Morbide C4 |
| 9  | George Russell     | 63 | Williams-Mercedes         | 1'19"662 | +1"953 | 119 | Morbide C5 | Morbide C5 | Morbide C5 |
| 10 | Daniel Ricciardo   | 3  | Renault                   | 1'20"107 | +2"398 | 77  | Dure C2    | Dure C2    | Dure C2    |
| 11 | Valtteri Bottas    | 77 | Mercedes                  | 1'20"167 | +2"458 | 7   | Dure C2    | Dure C2    | Dure C2    |
| 12 | Lewis Hamilton     | 44 | Mercedes                  | 1'20"332 | +2"623 | 83  | Dure C2    | Dure C2    | Dure C2    |
| 13 | Nico Hülkenberg    | 27 | Renault                   | 1'20"348 | +2"639 | 80  | Medie C3   | Medie C3   | Medie C3   |

### Resoconto seconda giornata
- Meteo: Sereno

#### Risultati[9]
| 1  | Carlos Sainz Jr. | 55 | McLaren-Renault           | 1'17"144 |        | 130 | Morbide C4 | Morbide C4 | Morbide C4 |
| 2  | Sergio Pérez     | 11 | Racing Point-BWT Mercedes | 1'17"842 | +0"698 | 88  | Morbide C5 | Morbide C5 | Morbide C5 |
| 3  | Sebastian Vettel | 5  | Ferrari                   | 1'18"195 | +1"051 | 40  | Medie C3   | Medie C3   | Medie C3   |
| 4  | Kimi Räikkönen   | 7  | Alfa Romeo Racing-Ferrari | 1'18"209 | +1"065 | 113 | Morbide C4 | Morbide C4 | Morbide C4 |
| 5  | Romain Grosjean  | 8  | Haas-Ferrari              | 1'18"330 | +1"186 | 120 | Morbide C5 | Morbide C5 | Morbide C5 |
| 6  | Max Verstappen   | 33 | Red Bull Racing-Honda     | 1'18"395 | +1"251 | 128 | Medie C3   | Medie C3   | Medie C3   |
| 7  | Daniil Kvjat     | 26 | Scuderia Toro Rosso-Honda | 1'18"682 | +1"538 | 101 | Medie C3   | Medie C3   | Medie C3   |
| 8  | Valtteri Bottas  | 77 | Mercedes                  | 1'18"941 | +1"797 | 74  | Medie C3   | Medie C3   | Medie C3   |
| 9  | Lewis Hamilton   | 44 | Mercedes                  | 1'18"943 | +1"799 | 102 | Medie C3   | Medie C3   | Medie C3   |
| 10 | Nico Hülkenberg  | 27 | Renault                   | 1'19"056 | +1"912 | 58  | Medie C3   | Medie C3   | Medie C3   |
| 11 | Robert Kubica    | 88 | Williams-Mercedes         | 1'19"367 | +2"223 | 130 | Morbide C5 | Morbide C5 | Morbide C5 |
| 12 | Daniel Ricciardo | 3  | Renault                   | 1'22"597 | +5"453 | 72  | Dure C1    | Dure C1    | Dure C1    |

### Resoconto terza giornata
- Meteo: Sereno

#### Risultati[10]
| 1  | Charles Leclerc    | 16 | Ferrari                   | 1'16"231 |        | 138 | Morbide C5 | Morbide C5 | Morbide C5 |
| 2  | Alexander Albon    | 23 | Scuderia Toro Rosso-Honda | 1'16"882 | +0"651 | 118 | Morbide C5 | Morbide C5 | Morbide C5 |
| 3  | Lando Norris       | 4  | McLaren-Renault           | 1'17"084 | +0"853 | 84  | Morbide C5 | Morbide C5 | Morbide C5 |
| 4  | Pierre Gasly       | 10 | Red Bull Racing-Honda     | 1'17"091 | +0"860 | 65  | Morbide C5 | Morbide C5 | Morbide C5 |
| 5  | Daniel Ricciardo   | 3  | Renault                   | 1'17"204 | +0"973 | 65  | Morbide C5 | Morbide C5 | Morbide C5 |
| 6  | Nico Hülkenberg    | 27 | Renault                   | 1'17"496 | +1"265 | 73  | Morbide C5 | Morbide C5 | Morbide C5 |
| 7  | Lance Stroll       | 18 | Racing Point-BWT Mercedes | 1'17"556 | +1"325 | 103 | Morbide C5 | Morbide C5 | Morbide C5 |
| 8  | Antonio Giovinazzi | 99 | Alfa Romeo Racing-Ferrari | 1'17"639 | +1"408 | 71  | Morbide C5 | Morbide C5 | Morbide C5 |
| 9  | Romain Grosjean    | 8  | Haas-Ferrari              | 1'17"854 | +1"623 | 16  | Morbide C4 | Morbide C4 | Morbide C4 |
| 10 | Lewis Hamilton     | 44 | Mercedes                  | 1'18"097 | +1"866 | 85  | Dure C2    | Dure C2    | Dure C2    |
| 11 | George Russell     | 63 | Williams-Mercedes         | 1'18"130 | +1"899 | 140 | Morbide C5 | Morbide C5 | Morbide C5 |
| 12 | Kevin Magnussen    | 20 | Haas-Ferrari              | 1'18"199 | +1"968 | 53  | Medie C3   | Medie C3   | Medie C3   |
| 13 | Valtteri Bottas    | 77 | Mercedes                  | 1'18"862 | +2"631 | 97  | Medie C3   | Medie C3   | Medie C3   |

### Resoconto quarta giornata
- Meteo: Sereno

#### Risultati[11]
| 1  | Sebastian Vettel | 5  | Ferrari                   | 1'16"221 |        | 110 | Morbide C5 | Morbide C5 | Morbide C5 |
| 2  | Lewis Hamilton   | 44 | Mercedes                  | 1'16"224 | +0"003 | 61  | Morbide C5 | Morbide C5 | Morbide C5 |
| 3  | Valtteri Bottas  | 77 | Mercedes                  | 1'16"561 | +0"340 | 71  | Morbide C5 | Morbide C5 | Morbide C5 |
| 4  | Nico Hülkenberg  | 27 | Renault                   | 1'16"843 | +0"622 | 51  | Morbide C5 | Morbide C5 | Morbide C5 |
| 5  | Daniil Kvjat     | 26 | Scuderia Toro Rosso-Honda | 1'16"898 | +0"677 | 131 | Morbide C5 | Morbide C5 | Morbide C5 |
| 6  | Carlos Sainz Jr. | 55 | McLaren-Renault           | 1'16"913 | +0"692 | 134 | Morbide C5 | Morbide C5 | Morbide C5 |
| 7  | Romain Grosjean  | 8  | Haas-Ferrari              | 1'17"076 | +0"855 | 73  | Morbide C5 | Morbide C5 | Morbide C5 |
| 8  | Daniel Ricciardo | 3  | Renault                   | 1'17"114 | +0"893 | 52  | Morbide C5 | Morbide C5 | Morbide C5 |
| 9  | Kimi Räikkönen   | 7  | Alfa Romeo Racing-Ferrari | 1'17"239 | +1"018 | 132 | Morbide C5 | Morbide C5 | Morbide C5 |
| 10 | Kevin Magnussen  | 20 | Haas-Ferrari              | 1'17"565 | +1"344 | 94  | Morbide C5 | Morbide C5 | Morbide C5 |
| 11 | Max Verstappen   | 33 | Red Bull Racing-Honda     | 1'17"709 | +1"488 | 29  | Medie C3   | Medie C3   | Medie C3   |
| 12 | Sergio Pérez     | 11 | Racing Point-BWT Mercedes | 1'17"791 | +1"570 | 104 | Morbide C5 | Morbide C5 | Morbide C5 |
| 13 | Robert Kubica    | 88 | Williams-Mercedes         | 1'18"993 | +2"772 | 90  | Morbide C5 | Morbide C5 | Morbide C5 |

## Test di Sakhir

### Formazione piloti[12]
| Team                | 2 aprile           | 3 aprile          |
| ------------------- | ------------------ | ----------------- |
| Mercedes            | Lewis Hamilton     | George Russell    |
| Ferrari             | Mick Schumacher    | Sebastian Vettel  |
| Red Bull Racing     | Max Verstappen     | Dan Ticktum       |
| Renault             | Daniel Ricciardo   | Jack Aitken       |
| Haas                | Romain Grosjean    | Romain Grosjean   |
| Haas                | Pietro Fittipaldi  | Pietro Fittipaldi |
| McLaren             | Lando Norris       | Carlos Sainz Jr.  |
| McLaren             | Carlos Sainz Jr.   | Fernando Alonso   |
| McLaren             | Fernando Alonso    | Lando Norris      |
| Racing Point        | Lance Stroll       | Sergio Pérez      |
| Racing Point        | Lance Stroll       | Lance Stroll      |
| Alfa Romeo Racing   | Antonio Giovinazzi | Mick Schumacher   |
| Scuderia Toro Rosso | Alexander Albon    | Daniil Kvjat      |
| Scuderia Toro Rosso | Daniil Kvjat       | Alexander Albon   |
| Williams            | Robert Kubica      | Nicholas Latifi   |
| Williams            | George Russell     | Nicholas Latifi   |

### Resoconto prima giornata
- Meteo: Sereno e Piovoso

#### Risultati[13]
| 1  | Max Verstappen     | 33 | Red Bull Racing-Honda     | 1'29"379 |        | 62 | Medie C3   | Medie C3   | Medie C3   |
| 2  | Mick Schumacher    | 29 | Ferrari                   | 1'29"976 | +0"597 | 56 | Morbide C5 | Morbide C5 | Morbide C5 |
| 3  | Lando Norris       | 4  | McLaren-Renault           | 1'30"800 | +1"421 | 22 | Medie C3   | Medie C3   | Medie C3   |
| 4  | Romain Grosjean    | 8  | Haas-Ferrari              | 1'30"982 | +1"603 | 42 | Medie C3   | Medie C3   | Medie C3   |
| 5  | Alexander Albon    | 23 | Scuderia Toro Rosso-Honda | 1'31"089 | +1"709 | 71 | Medie C3   | Medie C3   | Medie C3   |
| 6  | Lewis Hamilton     | 44 | Mercedes                  | 1'31"156 | +1"777 | 77 | Medie C3   | Medie C3   | Medie C3   |
| 7  | Daniel Ricciardo   | 3  | Renault                   | 1'31"584 | +2"205 | 45 | Morbide C4 | Morbide C4 | Morbide C4 |
| 8  | Lance Stroll       | 18 | Racing Point-BWT Mercedes | 1'31"964 | +2"585 | 32 | Medie C3   | Medie C3   | Medie C3   |
| 9  | Carlos Sainz Jr.   | 55 | McLaren-Renault           | 1'32"059 | +2"679 | 32 | Medie C3   | Medie C3   | Medie C3   |
| 10 | Antonio Giovinazzi | 99 | Alfa Romeo Racing-Ferrari | 1'32"067 | +2"687 | 53 | Medie C3   | Medie C3   | Medie C3   |
| 11 | Fernando Alonso    | 14 | McLaren-Renault           | 1'32"207 | +2"827 | 64 | Medie C3   | Medie C3   | Medie C3   |
| 12 | Pietro Fittipaldi  | 51 | Haas-Ferrari              | 1'32"708 | +3"329 | 20 | Medie C3   | Medie C3   | Medie C3   |
| 13 | Robert Kubica      | 88 | Williams-Mercedes         | 1'33"290 | +3"910 | 19 | Medie C3   | Medie C3   | Medie C3   |
| 14 | Daniil Kvjat       | 26 | Scuderia Toro Rosso-Honda | 1'33"653 | +4"273 | 45 | Medie C3   | Medie C3   | Medie C3   |
| 15 | George Russell     | 63 | Williams-Mercedes         | 1'33"682 | +4"302 | 27 | Medie C3   | Medie C3   | Medie C3   |

### Resoconto seconda giornata
- Meteo: Sereno

#### Risultati[14]
| 1  | George Russell    | 63 | Mercedes                  | 1'29"029 |        | 101 | Morbide C5 | Morbide C5 | Morbide C5 |
| 2  | Sergio Pérez      | 11 | Racing Point-BWT Mercedes | 1'29"095 | +0"066 | 61  | Morbide C5 | Morbide C5 | Morbide C5 |
| 3  | Sebastian Vettel  | 5  | Ferrari                   | 1'29"319 | +0"289 | 103 | Medie C3   | Medie C3   | Medie C3   |
| 4  | Carlos Sainz Jr.  | 55 | McLaren-Renault           | 1'29"795 | +0"765 | 21  | Medie C3   | Medie C3   | Medie C3   |
| 5  | Daniil Kvjat      | 26 | Scuderia Toro Rosso-Honda | 1'29"911 | +0"881 | 111 | Prototipo  | Prototipo  | Prototipo  |
| 6  | Mick Schumacher   | 36 | Alfa Romeo Racing-Ferrari | 1'29"998 | +0"968 | 70  | Morbide C5 | Morbide C5 | Morbide C5 |
| 7  | Alexander Albon   | 23 | Scuderia Toro Rosso-Honda | 1'30"037 | +1"007 | 143 | Morbide C4 | Morbide C4 | Morbide C4 |
| 8  | Lance Stroll      | 18 | Racing Point-BWT Mercedes | 1'30"049 | +1"019 | 35  | Morbide C5 | Morbide C5 | Morbide C5 |
| 9  | Dan Ticktum       | 24 | Red Bull Racing-Honda     | 1'30"856 | +1"827 | 135 | Morbide C4 | Morbide C4 | Morbide C4 |
| 10 | Romain Grosjean   | 8  | Haas-Ferrari              | 1'30"903 | +1"874 | 87  | Morbide C4 | Morbide C4 | Morbide C4 |
| 11 | Fernando Alonso   | 14 | McLaren-Renault           | 1'31"006 | +1"976 | 69  | Prototipo  | Prototipo  | Prototipo  |
| 12 | Pietro Fittipaldi | 51 | Haas-Ferrari              | 1'31"209 | +2"179 | 48  | Medie C3   | Medie C3   | Medie C3   |
| 13 | Lando Norris      | 4  | McLaren-Renault           | 1'31"303 | +2"273 | 72  | Dure C2    | Dure C2    | Dure C2    |
| 14 | Jack Aitken       | 45 | Renault                   | 1'31"500 | +2"470 | 103 | Morbide C4 | Morbide C4 | Morbide C4 |
| 15 | Nicholas Latifi   | 40 | Williams-Mercedes         | 1'32"198 | +3"168 | 100 | Morbide C4 | Morbide C4 | Morbide C4 |
| 16 | Carlos Sainz Jr.  | 55 | McLaren-Renault           | 1'32"269 | +3"239 | 60  | Prototipo  | Prototipo  | Prototipo  |

## Terzo test di Barcellona

### Formazione piloti[15][16]
| Team                | 14 maggio         | 15 maggio           |
| ------------------- | ----------------- | ------------------- |
| Mercedes            | Valtteri Bottas   | Nikita Mazepin      |
| Ferrari             | Charles Leclerc   | Antonio Fuoco       |
| Ferrari             | Sebastian Vettel  | Charles Leclerc     |
| Red Bull Racing     | Pierre Gasly      | Dan Ticktum         |
| Renault             | Nico Hülkenberg   | Jack Aitken         |
| Haas                | Pietro Fittipaldi | Kevin Magnussen     |
| McLaren             | Carlos Sainz Jr.  | Oliver Turvey       |
| McLaren             | Lando Norris      | Sérgio Sette Câmara |
| Racing Point        | Nick Yelloly      | Nick Yelloly        |
| Racing Point        | Sergio Pérez      | Lance Stroll        |
| Alfa Romeo Racing   | Callum Ilott      | Kimi Räikkönen      |
| Scuderia Toro Rosso | Daniil Kvjat      | Alexander Albon     |
| Williams            | Nicholas Latifi   | Nicholas Latifi     |

### Resoconto prima giornata
- Meteo: Sereno

#### Risultati[17]
| 1  | Valtteri Bottas   | 77 | Mercedes                  | 1'15"511 |        | 131 | Morbide C5 | Morbide C5 | Morbide C5 |
| 2  | Charles Leclerc   | 16 | Ferrari                   | 1'16"933 | +1"422 | 131 | Dure C2    | Dure C2    | Dure C2    |
| 3  | Daniil Kvjat      | 26 | Scuderia Toro Rosso-Honda | 1'17"679 | +2"168 | 121 | Morbide C4 | Morbide C4 | Morbide C4 |
| 4  | Nico Hülkenberg   | 27 | Renault                   | 1'18"051 | +2"540 | 68  | Medie C3   | Medie C3   | Medie C3   |
| 5  | Pierre Gasly      | 10 | Red Bull Racing-Honda     | 1'18"140 | +2"629 | 118 | Medie C3   | Medie C3   | Medie C3   |
| 6  | Carlos Sainz Jr.  | 55 | McLaren-Renault           | 1'18"263 | +2"752 | 64  | Dure C2    | Dure C2    | Dure C2    |
| 7  | Pietro Fittipaldi | 51 | Haas-Ferrari              | 1'18"326 | +2"815 | 103 | Prototipo  | Prototipo  | Prototipo  |
| 8  | Nick Yelloly      | 34 | Racing Point-BWT Mercedes | 1'18"361 | +2"850 | 111 | Morbide C5 | Morbide C5 | Morbide C5 |
| 9  | Sebastian Vettel  | 5  | Ferrari                   | 1'18"425 | +2"914 | 133 | Prototipo  | Prototipo  | Prototipo  |
| 10 | Lando Norris      | 4  | McLaren-Renault           | 1'18"567 | +3"056 | 44  | Medie C3   | Medie C3   | Medie C3   |
| 11 | Sergio Pérez      | 11 | Racing Point-BWT Mercedes | 1'19"719 | +4"208 | 118 | Prototipo  | Prototipo  | Prototipo  |
| 12 | Callum Ilott      | 37 | Alfa Romeo Racing-Ferrari | 1'19"819 | +4"308 | 41  | Dure C2    | Dure C2    | Dure C2    |
| 13 | Nicholas Latifi   | 40 | Williams-Mercedes         | 1'20"670 | +5"159 | 133 | Dure C2    | Dure C2    | Dure C2    |

### Resoconto seconda giornata
- Meteo: Sereno

#### Risultati[18]
| 1  | Nikita Mazepin      | 21 | Mercedes                  | 1'15"775 |        | 128 | Morbide C5 | Morbide C5 | Morbide C5 |
| 2  | Alexander Albon     | 23 | Scuderia Toro Rosso-Honda | 1'17"079 | +1"304 | 109 | Morbide C4 | Morbide C4 | Morbide C4 |
| 3  | Antonio Fuoco       | 32 | Ferrari                   | 1'17"284 | +1"509 | 120 | Morbide C4 | Morbide C4 | Morbide C4 |
| 4  | Charles Leclerc     | 16 | Ferrari                   | 1'17"349 | +1"574 | 127 | Prototipo  | Prototipo  | Prototipo  |
| 5  | Kimi Räikkönen      | 7  | Alfa Romeo Racing-Ferrari | 1'17"393 | +1"618 | 110 | Morbide C5 | Morbide C5 | Morbide C5 |
| 6  | Jack Aitken         | 45 | Renault                   | 1'17"621 | +1"846 | 75  | Morbide C4 | Morbide C4 | Morbide C4 |
| 7  | Kevin Magnussen     | 20 | Haas-Ferrari              | 1'18"101 | +2"326 | 106 | Medie C3   | Medie C3   | Medie C3   |
| 8  | Nick Yelloly        | 34 | Racing Point-BWT Mercedes | 1'18"212 | +2"437 | 83  | Morbide C5 | Morbide C5 | Morbide C5 |
| 9  | Nicholas Latifi     | 40 | Williams-Mercedes         | 1'18"573 | +2"798 | 88  | Morbide C5 | Morbide C5 | Morbide C5 |
| 10 | Dan Ticktum         | 24 | Red Bull Racing-Honda     | 1'19"458 | +3"683 | 79  | Medie C3   | Medie C3   | Medie C3   |
| 11 | Oliver Turvey       | 48 | McLaren-Renault           | 1'20"712 | +4"937 | 52  | Medie C3   | Medie C3   | Medie C3   |
| 12 | Lance Stroll        | 18 | Racing Point-BWT Mercedes | 1'20"745 | +4"970 | 119 | Prototipo  | Prototipo  | Prototipo  |
| 13 | Sérgio Sette Câmara | 47 | McLaren-Renault           | 1'21"565 | +5"790 | 19  | Dure C2    | Dure C2    | Dure C2    |

## Test di Abu Dhabi

### Formazione piloti[19]
| Team                | 3 dicembre       | 4 dicembre         |
| ------------------- | ---------------- | ------------------ |
| Mercedes            | Valtteri Bottas  | George Russell     |
| Ferrari             | Sebastian Vettel | Charles Leclerc    |
| Red Bull Racing     | Max Verstappen   | Alexander Albon    |
| Renault             | Esteban Ocon     | Esteban Ocon       |
| Haas                | Romain Grosjean  | Pietro Fittipaldi  |
| McLaren             | Lando Norris     | Carlos Sainz Jr.   |
| Racing Point        | Sergio Pérez     | Lance Stroll       |
| Alfa Romeo Racing   | Kimi Räikkönen   | Antonio Giovinazzi |
| Scuderia Toro Rosso | Daniil Kvjat     | Pierre Gasly       |
| Scuderia Toro Rosso | Sean Gelael      | Pierre Gasly       |
| Williams            | George Russell   | Nicholas Latifi    |
| Williams            | Roy Nissany      | Roy Nissany        |

### Resoconto prima giornata
- Meteo: Sereno

#### Risultati[20]
| 1  | Valtteri Bottas  | 77 | Mercedes                  | 1'37"124 |        | 138 | Morbide C4      | Morbide C4      | Morbide C4      |
| 2  | Sebastian Vettel | 5  | Ferrari                   | 1'37"991 | +0"867 | 136 | Morbide C5 2020 | Morbide C5 2020 | Morbide C5 2020 |
| 3  | Daniil Kvjat     | 26 | Scuderia Toro Rosso-Honda | 1'38"183 | +1"059 | 72  | Morbide C5 2020 | Morbide C5 2020 | Morbide C5 2020 |
| 4  | Sergio Pérez     | 11 | Racing Point-BWT Mercedes | 1'38"434 | +1"310 | 120 | Morbide C5 2020 | Morbide C5 2020 | Morbide C5 2020 |
| 5  | Romain Grosjean  | 8  | Haas-Ferrari              | 1'39"526 | +2"402 | 146 | Morbide C5 2020 | Morbide C5 2020 | Morbide C5 2020 |
| 6  | Lando Norris     | 4  | McLaren-Renault           | 1'39"741 | +2"617 | 125 | Morbide C5 2020 | Morbide C5 2020 | Morbide C5 2020 |
| 7  | Max Verstappen   | 33 | Red Bull Racing-Honda     | 1'39"926 | +2"802 | 153 | Medie C3 2020   | Medie C3 2020   | Medie C3 2020   |
| 8  | Esteban Ocon     | 31 | Renault                   | 1'39"962 | +2"838 | 77  | Morbide C4 2020 | Morbide C4 2020 | Morbide C4 2020 |
| 9  | George Russell   | 63 | Williams-Mercedes         | 1'40"368 | +3"244 | 87  | Morbide C5 2020 | Morbide C5 2020 | Morbide C5 2020 |
| 10 | Kimi Räikkönen   | 7  | Alfa Romeo Racing-Ferrari | 1'40"903 | +3"779 | 93  | Morbide C4      | Morbide C4      | Morbide C4      |
| 11 | Sean Gelael      | 38 | Scuderia Toro Rosso-Honda | 1'41"640 | +4"516 | 67  | Morbide C4 2020 | Morbide C4 2020 | Morbide C4 2020 |
| 12 | Roy Nissany      | 41 | Williams-Mercedes         | 1'44"760 | +7"636 | 41  | Medie C3 2020   | Medie C3 2020   | Medie C3 2020   |

### Resoconto seconda giornata
- Meteo: Sereno

#### Risultati[21]
| 1  | George Russell     | 63 | Mercedes                  | 1'37"204 |        | 145 | Morbide C5 2020 | Morbide C5 2020 | Morbide C5 2020 |
| 2  | Charlec Leclerc    | 16 | Ferrari                   | 1'37"401 | +0"197 | 103 | Morbide C5      | Morbide C5      | Morbide C5      |
| 3  | Lance Stroll       | 18 | Racing Point-BWT Mercedes | 1'37"999 | +0"795 | 132 | Morbide C5 2020 | Morbide C5 2020 | Morbide C5 2020 |
| 4  | Pierre Gasly       | 10 | Scuderia Toro Rosso-Honda | 1'38"166 | +0"962 | 146 | Morbide C5 2020 | Morbide C5 2020 | Morbide C5 2020 |
| 5  | Carlos Sainz Jr.   | 55 | McLaren-Renault           | 1'38"729 | +1"525 | 112 | Morbide C5 2020 | Morbide C5 2020 | Morbide C5 2020 |
| 6  | Esteban Ocon       | 31 | Renault                   | 1'38"950 | +1"746 | 128 | Morbide C4      | Morbide C4      | Morbide C4      |
| 7  | Alexander Albon    | 23 | Red Bull Racing-Honda     | 1'39"181 | +1"977 | 139 | Morbide C4      | Morbide C4      | Morbide C4      |
| 8  | Pietro Fittipaldi  | 51 | Haas-Ferrari              | 1'39"682 | +2"478 | 135 | Morbide C5      | Morbide C5      | Morbide C5      |
| 9  | Antonio Giovinazzi | 99 | Alfa Romeo Racing-Ferrari | 1'39"811 | +2"607 | 115 | Morbide C5 2020 | Morbide C5 2020 | Morbide C5 2020 |
| 10 | Nicholas Latifi    | 40 | Williams-Mercedes         | 1'40"188 | +2"984 | 107 | Morbide C4 2020 | Morbide C4 2020 | Morbide C4 2020 |
| 11 | Roy Nissany        | 41 | Williams-Mercedes         | 1'43"892 | +6"688 | 38  | Morbide C4 2020 | Morbide C4 2020 | Morbide C4 2020 |